# Lijst van termen onder motorrijders J-K-L
Deze lijst bevat termen die onder motorrijders worden gebruikt en beginnen met de letter J, K of L. Soms zijn dit bestaande woorden die in de "motortaal" een andere betekenis krijgen. Zie voor andere begrippen en lijsten onderaan de pagina.

## J

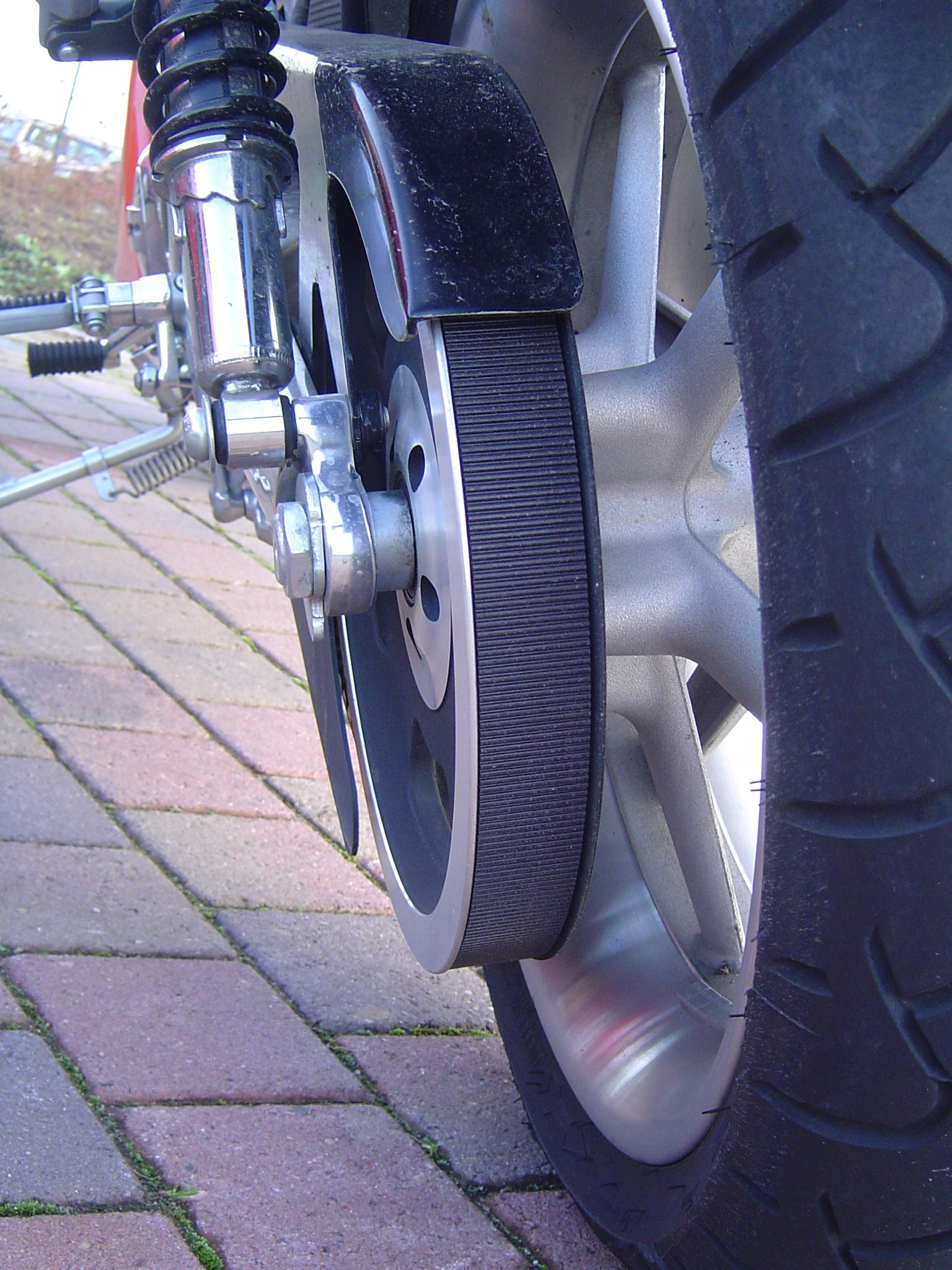
Jarretel

Jacky Maximum
Bijnaam van de Franse crosser Jacky Vimond, gekregen van de Franse pers nadat hij in 1983 tot het uiterste moest gaan om na een ernstige ziekte, zonder training en met een slechte conditie toch twee WK-punten te halen in Best. Ook wel kortweg “Maximum”. Omdat hij in 1986 in een geheel roze outfit reed werd hij ook wel Pink Panther genoemd.
Jammer, the
Bijnaam van de Amerikaanse crosser Jimmy Weinert.
Jampot
Slecht werkende achterdemper die gelijkenis vertoonde met een jampot, en vanaf 1951 op de AMC-merken Norton, AJS & Matchless de candlestick-demper verving. De demper kreeg zijn naam in de uitgave van "The Motorcycle Magazine" van september 1951. "The Jampot" is tevens naam van het clubblad van de AJS/Matchless Owners Club. ;Janken
Met hoge snelheid rijden of de motor veel toeren laten maken.
Japanese bike bashing
Dit is een vrijwel uitgestorven bezigheid op Harley-Davidson-motortreffens. Het bestaat uit het met de voorhamer bewerken van een Japanse motorfiets. Zie ook Silly games.
Jappenkamp
Kampeerplaats tijdens een Harley-treffen voor gasten die dit treffen "vervuilen" met een Japanse namaak-Harley.
Jarretel
Tandriem of Belt-aandrijving. De bijnaam bestond ook al voor de aandrijving van de DAF Variomatic, die met twee riemen werkte.
Jay Bird
Bijnaam van AMA-coureur Jay Springsteen, die ook The Springer genoemd werd.
Jockey shift
Schakelpook die direct op de versnellingsbakhevel is gelast. Dit was vroeger nodig omdat de handschakeling bij omgebouwde (gechopte) Harleys door de achteroverliggende houding bijna niet meer bereikbaar was.
Jointie
Bijnaam van de kettingrokende Duitse wegracecoureur Reinhold Roth.
Jo-Jo-la-moto
Bijnaam van de Franse coureur/duivelskunstenaar Georges Monneret, die meestal voor het merk Koehler-Escoffier uitkwam en liefst 202 nationale titels op zijn naam schreef en bovendien 10 keer wereldkampioen in verschillende klassen werd.
Juanba
Afkorting/bijnaam van Juan Borja (wegracecoureur).
Jub
Bijnaam voor de Eysink Jubileum 125 uit 1936, waarvan o.a. de TT-motor van Dick Renooy (winnaar in 1948) was afgeleid. De Jubileum was zo genoemd omdat de Eysink fabriek in dat jaar 50 jaar bestond.
Juice brakes
Hydraulisch remsysteem.
Juice frame
Zo noemde men vroeger een frame met hydraulische achterdempers.
Juice
In het Verenigd Koninkrijk brandstof en in de Verenigde Staten hydraulische vloeistof.
Jumbo run
Jaarlijkse zijspanrit met gehandicapte kinderen, die in verschillende landen wordt georganiseerd. Genoemd naar de mascotte van de rit: het olifantje Jumbo. De Nederlandse Jumbo run wordt sinds 1964 georganiseerd door de stichting Jumbo-Run Nederland. De verkeersbegeleiding is in handen van het Korps Landelijke Politie Diensten uit Driebergen en ze worden bijgestaan door de verkeersregelaars van de MC Keizer Karel in Nijmegen.
Jumping Jack
zie Den Briet.
Junk wagon
zie Dresser.
Just for kicks competition
Wedstrijd tijdens de Daytona Beach Bike Week. De deelnemers moeten binnen één minuut hun Harley-Davidson zo vaak mogelijk starten (met de kickstarter, uiteraard). Omdat er verschil is tussen de modellen wordt er "gestart" in de klassen Shovelhead, Sportster, Knucklehead, Panhead en Flathead. De Blockheads (Evolution modellen) hebben geen kickstarter meer.

## K

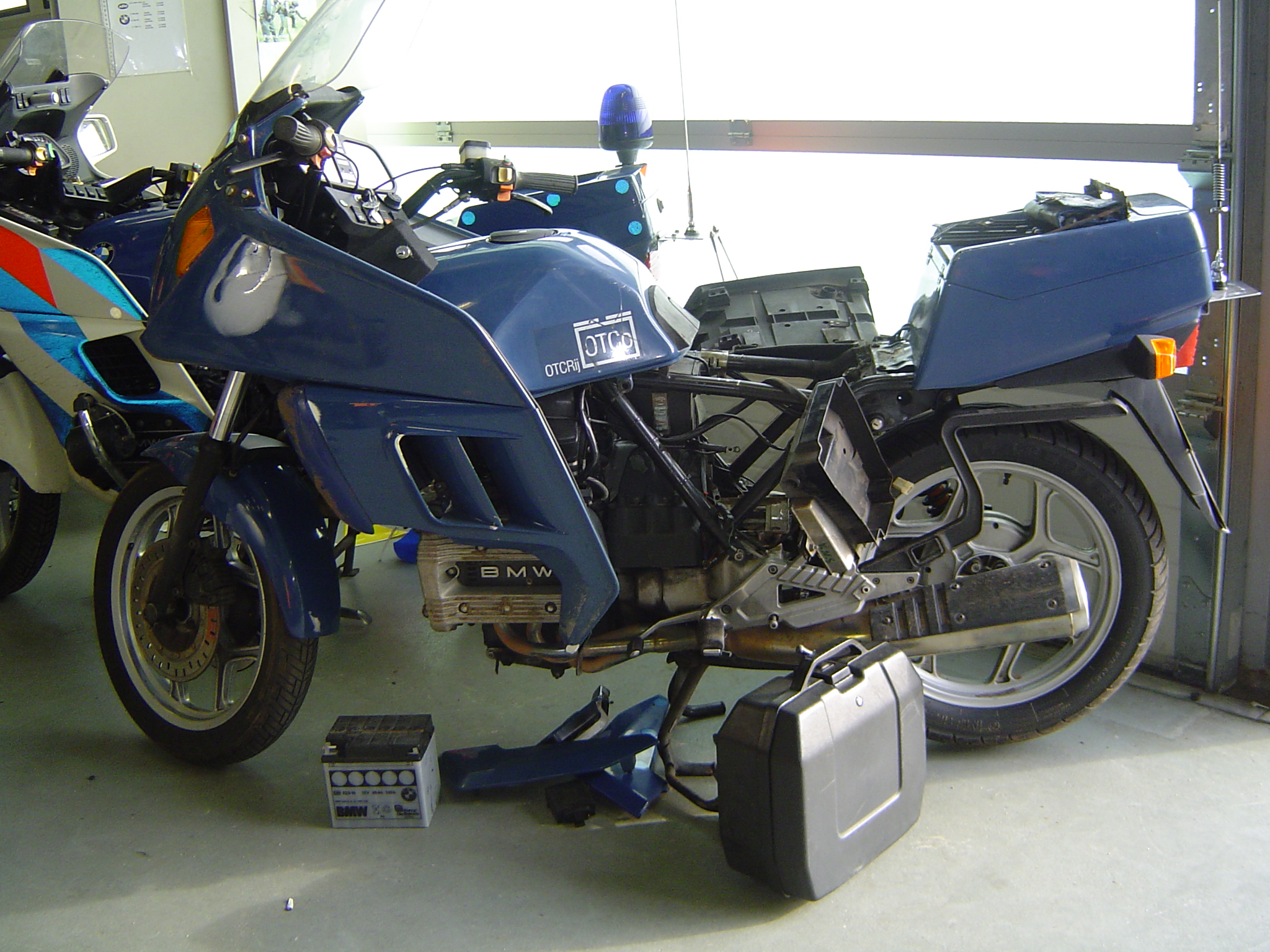
Een afgekeurde motorfiets wordt gekannibaliseerd

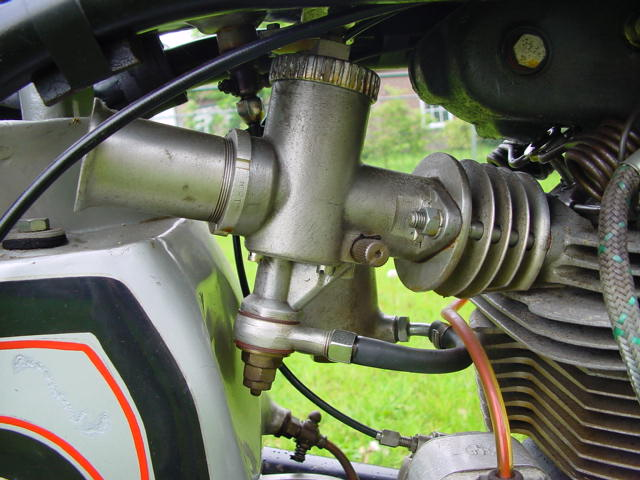
Kelk op de carburateur van een Norton wegracer

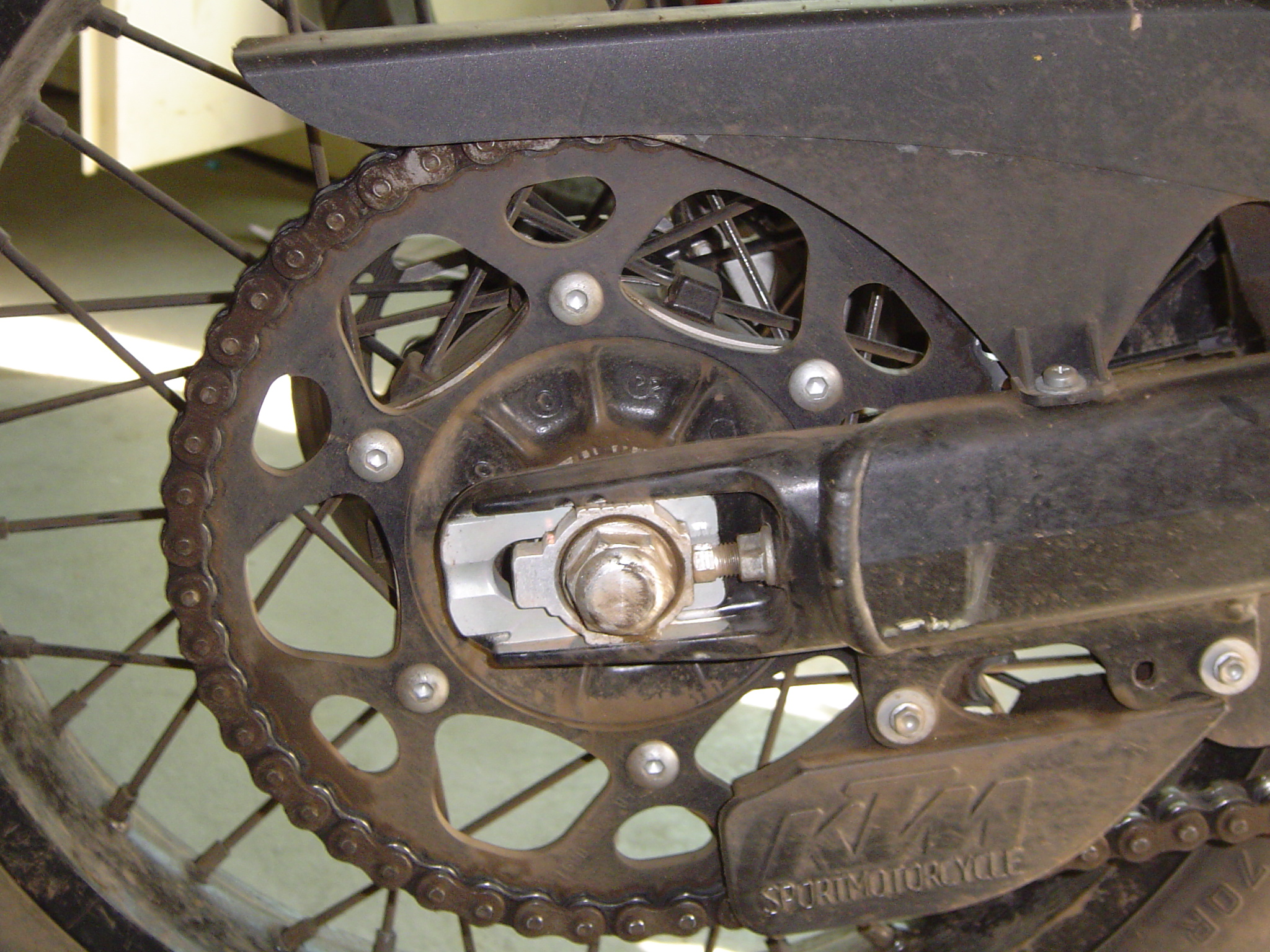
Een kettingfiets of kettingzaag

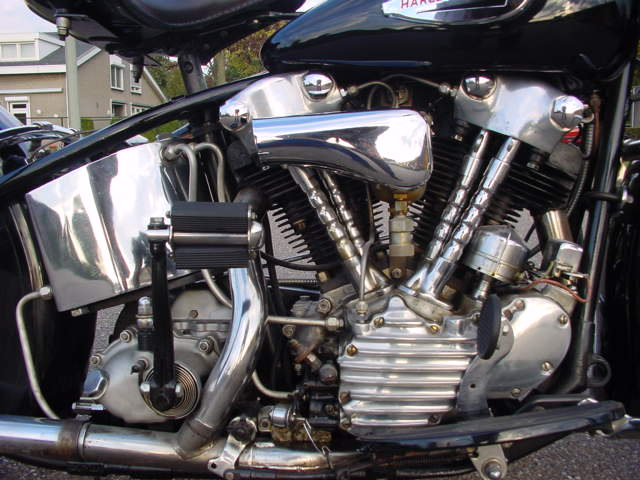
Knucklehead (Harley-Davidson 40 EL 1940)

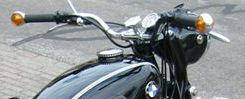
Koeienogen (BMW R 50 II 1955)

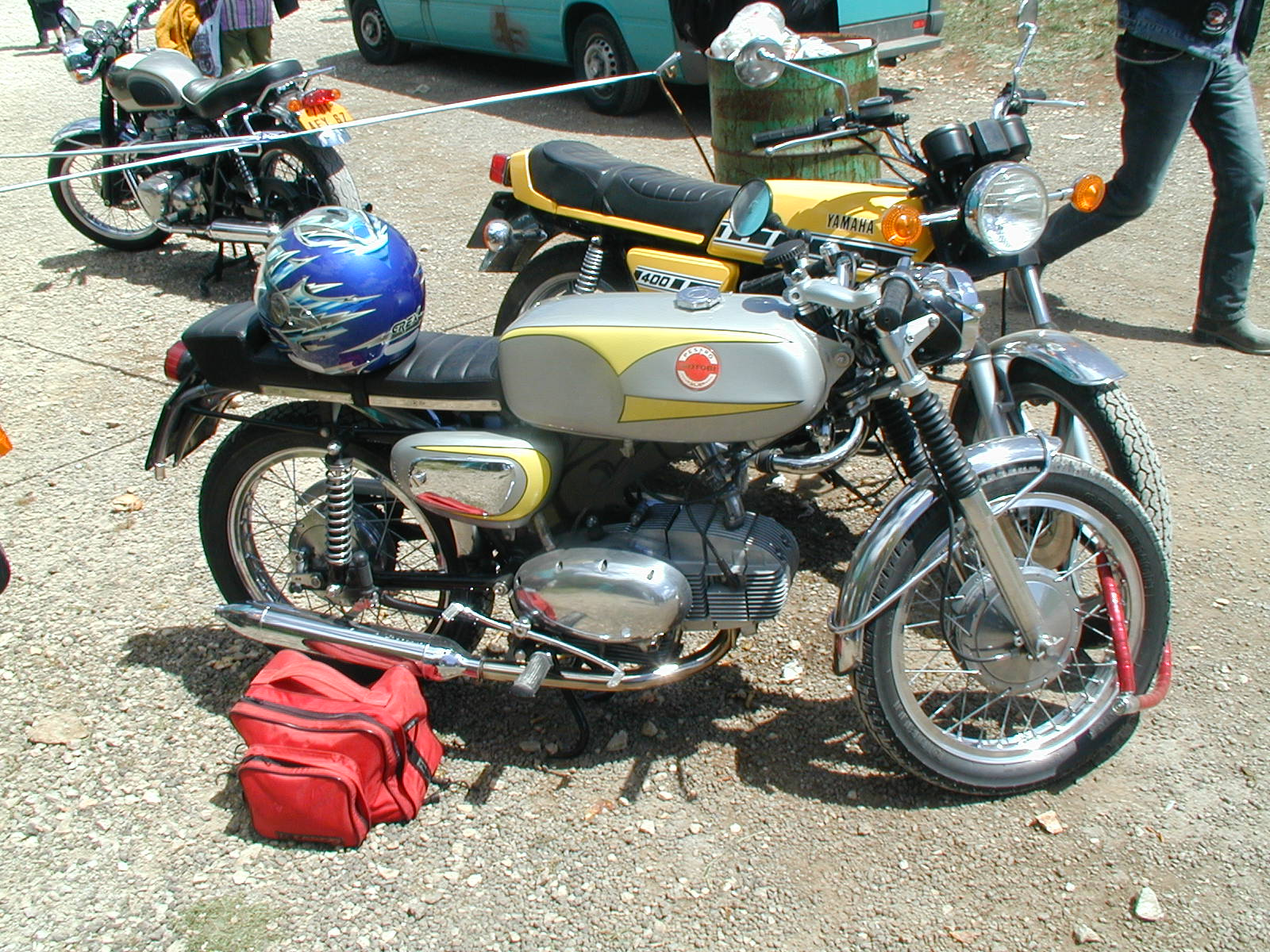
Krachtei onder een 125cc-Motobi

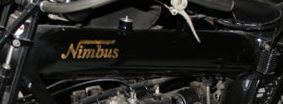
Kachelpijp
Bijnaam van de Nimbus uit 1925, die een lange, ronde brandstoftank had die deel uitmaakte van het frame.
Kakstoel
Bijnaam voor een custom.
Kameel
Motor met slechte wegligging. Ook wel dweil genoemd.
Kannibaal
Bijnaam van de Belgische motorcrosser Harry Everts.
Kannibaliseren
Het gebruiken van onderdelen van een motor die niet rijklaar is. Dit wordt soms door de eigenaar toegepast, soms door dealers die het niet al te nauw nemen met de motoren van hun klanten.
(Rijdende) Kapperstoel
Toermotorfiets met groot kofferset. Bijv Honda Goldwing, BMW K1600GT, Harley-Davidson FLHTKSE CVO Electra Glide Ultra Limited e.d.
Karakterfiets
Motorfiets met een eigen geluid, uiterlijk of motorkarakter. Het begrip "karakterfiets" wordt ook vaak gebruikt om bepaalde minpunten van een motorfiets te vergoelijken, waardoor het weleens geassocieerd wordt met problemen. Karakterfietsen waren in het verleden vooral Europese (Britse en Italiaanse) motorfietsen, die meer nukken vertoonden dan hun Japanse tegenhangers.
Kat
Afkorting/bijnaam van de Japanse wegracecoureur en popzanger Takazumi Katayama, die lang in Nederland woonde en hier ook een motorzaak had.
Kawa
Afkorting voor Kawasaki.
Kazu
Afkorting/bijnaam van de wegracecoureur Kazuto Sakata.
Keep them leaking
(Hou ze lekkend). (Zelf-)spottende verwijzing van eigenaren van oude Engelse motoren, die bekendstaan om de eeuwige plas olie die er onder ligt. Naar de naam van de vereniging Keep them rolling, die oude legervoertuigen rijdend houdt.
Kelk
Trechter op de carburateur, in plaats van het luchtfilter. Deze trechter geeft bijna geen weerstand aan de lucht, waardoor het vermogen toeneemt. Het ontbreken van het luchtfilter veroorzaakt wel sneller motorschade. Ook wel velocity stacks genoemd.
Kentucky Kid
Bijnaam van wegracecoureur Nicky Hayden.
Kerkorgel
Motorfiets met veel uitlaatpijpen. Vooral na de komst van de viercilinder Honda's waren in de accessoirehandel 2 in 4 uitlaten te koop, zodat de indruk werd gewekt dat een tweecilinder motor veel meer cilinders had. Het ultieme kerkorgel was de Benelli 750 Sei zescilinder uit 1973.

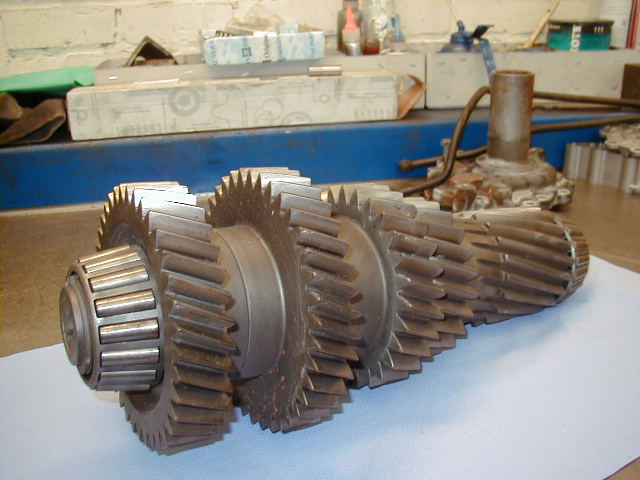
Een as van een versnellingsbak heeft de vorm van een kerstboom

Kerstboom
Kerstboom heeft meerdere betekenissen:
1. Motorfiets vol nutteloze lampjes.
2. As van de versnellingsbak. Omdat de tandwielen van groot naar klein gerangschikt zijn, doen ze aan een spar denken.
3. Startlichtinstallatie bij dragrace, waarbij van veel kleuren lichten gebruik wordt gemaakt om pre-stage, stage en de start aan te geven.

Kettingfiets
Motorfiets met kettingaandrijving als secundaire transmissie.
Kettingzaag
Spotnaam voor tweetaktmotoren, bij voorkeur gebezigd door viertaktrijders met een cardanfiets. Naar het geluid en de kettingaandrijving.
Kettle
Britse bijnaam voor de Suzuki GT 750 (watergekoelde tweetakt). Zie ook fluitketel, waterbak, waterbuffel en waterorgel.
KGB-blok
Opgevoerd blok van een Ural of Dnepr.
Kick indicator
Kijkglaasje op het kleppendeksel van een motorfiets om te zien wanneer de zuiger net door de compressie heen is. Dan kan men de motor aantrappen zonder terugslag. Officieel Piston Position Indicator (zuigerpositie indicator). Een van de eerste motorfietsen met een dergelijk glaasje, de 250cc-OK Supreme uit 1932 kreeg er de bijnaam The lighthouse (de vuurtoren) door.
Kick Tien Minuten
Spotnaam voor het Oostenrijkse merk KTM, waarvan de viertakt enduromodellen soms wat moeilijk te starten waren.
Kickback
Terugslag van de kickstarter. Kan uiterst pijnlijk zijn.
Kicken
Kickstarten.
Kid
Bijnaam van de Belgische motorcrosser Eric Geboers en de wegracecoureur John Kocinski.
Kikkers
Jongerengroep die in de eerste helft van de jaren zestig in Den Haag ontstond. Hun tegenhangers waren de Plu, die al sinds begin jaren vijftig bestonden. De naam Kikkers stamt naar hun eigen zeggen van hun outfit: een groene parka en broek met wijde pijpen. De Plu danken hun naam aan hun trefpunt, cafetaria de Gouden Paraplu. Zij droegen het liefst blauwe jacks en puntlaarzen. Er waren nog meer verschillen: de Kikkers reden op Puch-bromfietsen met hoog stuur en zweefzadel en luisterden naar muziek van The Kinks en The Who, terwijl de Plu Puchs met laag stuur en duozadel bereden en naar “Indo-rock” van The Crazy Rockers, The Javelins en René & the Alligators luisterden. Af en toe kwam het tot vechtpartijen tussen de beide groepen. Rond 1966 verdwenen de beide groepen geleidelijk, maar naar aanleiding van een radioprogramma werd in 1996 alsnog de vrede getekend en in 1997 was er zelfs een gezamenlijke reünie in aanwezigheid van de burgemeester van Den Haag.
King & queen-zadel
Tweepersoonszadel, uiterst luxe en licht getrapt, waardoor de duopassagier (de queen) iets hoger zat.
King Blitsverkiezing
Verkiezing van de mooiste motorfiets, meestal tijdens een show of beurs.
King Carl
zie Foggy.
King Karl
Bijnaam van wegracecoureur Karl Muggeridge.
King Kenny
Bijnaam van Kenny Roberts senior (wegracecoureur).
King of Carlsbad
Bijnaam van de Nederlandse crosser Gerrit Wolsink, die de GP van Carlsbad won in 1974, 1975, 1976, 1977 en 1979.
King of the highway
Bijnaam voor de Kawasaki Z 1 900 (1972). Ook wel kortweg the king genoemd.
King size
Leren tassen van Harley-Davidson (ca. 1940-1960).
King, the
zie King of the highway.
Kipje
Bijnaam van de Achterhoekse coureur Jarno Boesveld. Zie ook RAPS.
Klaffi
Afkorting/bijnaam van zijspancoureur Klaus Klaffenböck.
Klapstoel
Spotnaam voor customs. Ook wel: Slow motion, Gynaecologenstoel, Herafstapper.
Klaverjakkeren
Zo hard en plat mogelijk steeds weer over een klaverblad rijden.
Kleine prins
Bijnaam van de Franse wegracecoureur en stuntman Stéphane Chambon.
Klokkenwinkel
De tellers op een motorfiets.
Klotenstoter
Bijnaam voor de Zündapp KS 100, vanwege de bullige, hoge tank.
Knallen
Heel hard rijden.
Kneeler
Kneeler heeft twee betekenissen
1. Wegracezijspan met zeer lage bouw waardoor de bestuurder in knielende houding moest zitten.
2. Bakkenist bij grasbaan zijspanraces. Hij zit geknield in het zijspan en wordt daarom kneeler genoemd.

Kneubi
Afkorting/bijnaam van Bruno Kneubühler (wegracecoureur).
Kneuren
Hard rijden.
Knijpen
Het vermogen van een motorfiets terugschroeven. Dit wordt om verschillende redenen gedaan: ter voorkoming van overbelasting van de motor, om de machine aan te passen aan normale benzine, om verzekeringstechnische redenen en om de machine geschikt te maken voor een klein rijbewijs.
Knikkerbak
Spotnaam voor tweetaktmotoren, naar het geluid.
Knucklehead
Dit is de bijnaam voor de Harley-Davidson kopkleppers vanaf het Model E (1936). De cilinderkoppen zaten vast met grote moeren, die aan de knokkels van een vuist deden denken. Motorblokken van Harley-Davidson-motorfietsen krijgen allemaal een eigen bijnaam, zo is er de Alloy Head, de Blockhead, de Flathead, de Ironhead, de Panhead en de Shovelhead.
Koeienkop
Bijnaam voor de (Lucas) koplamp van de BSA A 7 en A 10.
Koeienoog
Bijnaam voor de typisch gevormde richtingaanwijzers op oude BMW's die op het uiteinde van het stuur waren bevestigd.

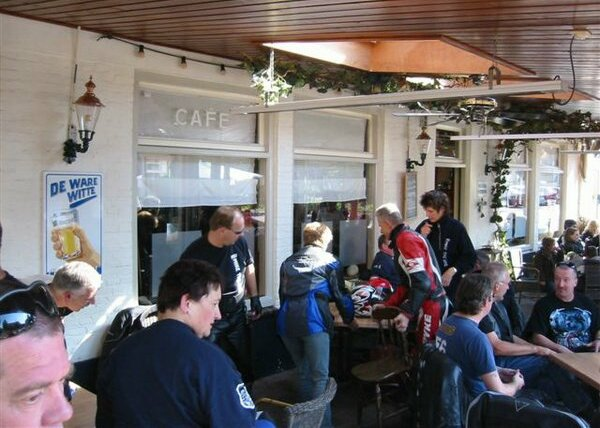
Koffierijders

Koekblik
Auto.
Koekblikker, ook wel Blikker
Automobilist.
Koffierijder
Motorrijder die meer op een terras zit dan dat hij/zij rijdt.
Koning zelfbouw
Vroeger werd tijdens de Motorrai de koningzelfbouwverkiezing gehouden, waarin de bouwer van de mooiste bitza gekozen werd.
Kontje
Polyester achterstuk van het zadel. Soms behuizing voor het achterlicht.
Kork, Korky
Bijnaam van Hugh Neville Ballington (wegracecoureur).
Kort rijden
De motorfiets in elkaar rijden.
Kracht-ei
Eivormig motorblok, ontwikkeld door Giovanni Benelli, dat door Benelli en Motobi zowel in twee- als in viertakt uitvoering werd gebouwd.
Kruipolie in het motorblok
De laatste van de groep zijn.
KRJR
(Kay-Ar-Jay-Ar) Afkorting/bijnaam van Kenny Roberts junior (wegracecoureur, zoon van King Kenny).
Kruisdroger
Spotnaam voor een custom, naar de zithouding.
Kruisraket
Sportmotor.
Kruisstuk
Kruisvormig verbindingsstuk tussen twee of meer uitlaten.
Kruiwagenwiel
Bijnaam voor een voorwielophanging die bij FN gedurende de oorlogsjaren ontwikkeld werd.
Kwalijkzakie
Spotnaam voor Kawasaki.
Kwartliter
250cc-motor.

## L

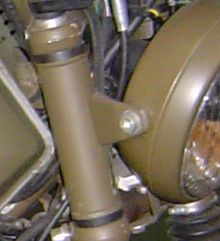
Een lampoor

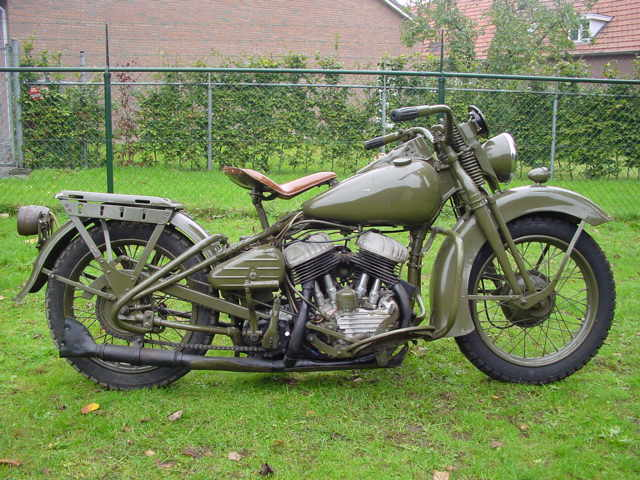
Liberator

Lamporen
De steunen waarmee de koplamp aan de voorvork bevestigd is.
Lange kar
chopper.
Lazy Boy
een sprong bij Freestyle motocross waarbij de rijder in de lucht achterover leunt, zijn voeten naar voren steekt en zijn handen naar achteren. Hij ligt dus languit op de motor.
Lead Wing
Letterlijk: Loodvleugel. Spotnaam voor de (zeer zwaar gebouwde) Honda GoldWing. Zie ook Bankstel op wielen, halve auto, Scania, en touringcar.
Lean Back Bars
een sterk gebogen stuur van een motorfiets waardoor een achteroverliggende zithouding wordt verkregen. Dit type stuur wordt soms toegepast op choppers.
Leunstoel
Spotnaam voor een custom of chopper.
Liberator
Bijnaam voor de Harley-Davidson WLA en WLC 45 legermotoren, die door de bevrijders (liberators) in de Tweede Wereldoorlog werden bereden.
Ligfiets
Spotnaam voor een custom of chopper.
Lighthouse
Bijnaam van de OK Supreme 250 uit 1932, afgeleid van het kijkglas op het huis van de nokkenasaandrijving. Zie ook Kick indicator
Limey bike
Amerikaanse uitdrukking voor een Engelse motorfiets. Engelsen werden Limeys genoemd omdat Engelse matrozen vroeger lime juice (limoensap) moesten drinken tegen scheurbuik.
Little Daytona
Bijnaam voor de wegraces in Ontario, die kleiner van opzet zijn dan de “echte” Daytona race.
Little Devil
Bijnaam van de wegracecoureur Tetsuya Harada.
Little Ennio
zie Ennio.
Little Giant, the
Bijnaam van de Emblem 532cc-V-twin uit 1917.
Little king
Zoeklichtje dat vroeger weleens op het stuur werd gemonteerd.
Little Oil Bath
(klein oliebad) bijnaam voor de Sunbeam 350cc-eencilinder uit 1912. Net als bij de fietsen die door dit bedrijf gemaakt werden liep de ketting in een gesloten kettingkast.
Lock tite
Zware lederen Harley-Davidson-tassen, die voorzien zijn van een slot. Niet te verwarren met Loctite, dat is een merk borglijm.
Loud is out
Tegenhanger van loud pipes save lives, gebezigd door de tegenstanders van Blèrpijpen
Loud pipes save lives
Motivatie voor het rijden met asociaal luide uitlaatpijpen. Populaire kreet in de bikers-scene. Toch is de kreet niet modern: In 1913 stelde het bestuur van de Nederlandse Motorrijders Vereniging zich nog op het standpunt dat een open knalpot nuttig was om voetgangers te waarschuwen voor een naderende motorfiets. Zie ook loud is out.
Lucky, Lucky Lucchinelli
Bijnaam van Marco Lucchinelli (wegracecoureur).
Lumberjack
(Houthakker) Bijnaam van de Amerikaanse crosser Rick Burgett.